# Rhinephyllum pillansii
Rhinephyllum pillansii är en isörtsväxtart som beskrevs av Nicholas Edward Brown. Rhinephyllum pillansii ingår i släktet Rhinephyllum och familjen isörtsväxter. Inga underarter finns listade i Catalogue of Life.